# Lista de personagens de The Spectacular Spider-Man
A série animada de televisão The Spectacular Spider-Man apresenta um extenso elenco de personagens originalmente criados por Stan Lee, Steve Ditko e outros criadores de histórias em quadrinhos. Greg Weisman e Victor Cook e o resto da equipe redesenharam esses personagens clássicos da série para serem mais modernos, mas permanecem fiéis aos seus personagens nos quadrinhos. A maioria desses personagens é baseada nos personagens do Universo Marvel, mas houve personagens que foram introduzidos do universo Ultimate Marvel, como Kenny Kong, e personagens da série de filmes de Sam Raimi, como Bernard Houseman também. A maioria dos vilões que estrearam na série começaram como personagens coadjuvantes antes de se tornarem vilões. As representações dos personagens nos programas receberam principalmente críticas positivas dos críticos de televisão.

## Visão geral
| Personagem                   | Ator de voz         | Temporadas         | Temporadas        | Notas                                                                 |
| Personagem                   | Ator de voz         | Primeira temporada | Segunda temporada | Notas                                                                 |
| ---------------------------- | ------------------- | ------------------ | ----------------- | --------------------------------------------------------------------- |
| Peter Parker / Homem-Aranha  | Josh Keaton         | Principal          | Principal         |                                                                       |
| Gwen Stacy                   | Lacey Chabert       | Principal          | Principal         |                                                                       |
| Mary Jane Watson             | Vanessa Marshall    | Principal          | Principal         |                                                                       |
| Harry Osborn                 | James Arnold Taylor | Principal          | Principal         |                                                                       |
| Flash Thompson               | Joshua LeBar        | Principal          | Principal         |                                                                       |
| J. Jonah Jameson             | Daran Norris        | Principal          | Principal         |                                                                       |
| Eddie Brock / Venom          | Benjamin Diskin     | Principal          | Principal         | Na primeira temporada, aparece como Venom apenas no episódio 12 e 13. |
| Liz Allen                    | Alanna Ubach        | Recorrente         | Principal         |                                                                       |
| Norman Osborn / Duende Verde | Alan Rachins        | Recorrente         | Recorrente        |                                                                       |
| George Stacy                 | Clancy Brown        | Recorrente         | Recorrente        |                                                                       |
| Dr. Curt Connors / Lagarto   | Dee Bradley Baker   | Recorrente         | Recorrente        |                                                                       |

## Papel emThe Spectacular Spider-Man
O protagonista principal da série é Peter Parker, um jovem adolescente que frequenta uma escola secundária no centro da cidade e é um aluno de honra extremamente brilhante. Peter também é secretamente um super-herói chamado Homem-Aranha. Na escola, seus dois melhores amigos são Gwen Stacy e Harry Osborn. Peter está constantemente sendo intimidado e provocado por seus colegas superficiais e mais populares - particularmente do aluno popular Flash Thompson (devido ao fato de Peter ser um nerd tímido da ciência que tem um interesse acadêmico pela ciência) - e, como Homem-Aranha, engendra a ira editorial do editor de jornal J. Jonah Jameson. Ironicamente, para grande consternação de Peter, Flash Thompson também é um dos maiores fãs do Homem-Aranha. Também na escola, os sentimentos de Peter lutam entre Gwen Stacy e Liz Allan. Peter Parker logo se vê conseguindo um emprego no Clarim Diário como fotógrafo freelancer trabalhando com personagens como J. Jonah Jameson, Robbie Robertson, Betty Brant, Ned Lee e Frederick Foswell. Parker como Homem-Aranha luta contra muitos vilões na série, já que a maioria de sua galeria de vilões nos quadrinhos são introduzidos nesta série. A primeira temporada apresenta vilões como Abutre, Electro, Lagarto, Shocker, Homem Areia, Rino, Duende Verde, Doutor Octopus, Eddie Brock / Venom, Cabeça de Martelo e Lápide. A segunda temporada apresenta Mystério, Kraven o Caçador e Magma.